# 潘興縣
潘興縣（英語：Pershing County）是美国内华达州西北部的一個縣，面積15,715平方公里。根據2020年美國人口普查，共有人口6,650人。潘興縣的縣治拉夫洛克（Lovelock）。
潘興縣成立於1919年3月18日，是自洪堡縣獨立的，且是該州最晚成立的縣；縣名紀念美国陆军特級上將约翰·潘兴。潘興縣被列為內華達州歷史標記17號，而這個標記被置於拉夫洛克的潘興縣政府內。

## 地理
根據2000年人口普查，潘興縣的總面積為6,068平方英里（15,720平方），其中有6,037平方英里（15,640平方），即99.49為陸地；31平方英里（80平方），即0.51%為水域。潘興縣既是內華達州面積第八大的縣份，亦是美國面積第42大的縣份。儘管潘興縣是內華達州面積第八大的縣份，潘興縣卻是內華達州人口第七少的縣份。

### 毗鄰縣
因為潘興縣位於內華達州中部，因此所有毗鄰縣皆為內華達州的縣份。
- 瓦肖縣：西方
- 洪堡縣：北方
- 蘭德縣：東方
- 邱吉爾縣：南方

### 國家保護區
- 黑岩沙漠高岩峽谷步道移境國家保護區（英语：Black Rock Desert–High Rock Canyon Emigrant Trails National Conservation Area）（部分）

## 人口
| 调查年             | 人口  | 备注 | %±     |
| ------------------ | ----- | ---- | ------ |
| 1920               | 2,803 |      | —      |
| 1930               | 2,652 |      | −5.4%  |
| 1940               | 2,713 |      | 2.3%   |
| 1950               | 3,103 |      | 14.4%  |
| 1960               | 3,199 |      | 3.1%   |
| 1970               | 2,670 |      | −16.5% |
| 1980               | 3,408 |      | 27.6%  |
| 1990               | 4,336 |      | 27.2%  |
| 2000               | 6,693 |      | 54.4%  |
| 2010               | 6,753 |      | 0.9%   |
| [ 8 ] [ 9 ] [ 10 ] |       |      |        |

根據2000年人口普查，潘興縣擁有6,693居民、1,962住戶和1,383家庭。其人口密度為每平方英里1居民（每平方公里0.4居民）。潘興縣擁有2,389間房屋单位，其密度為每平方英里0.4間（每平方公里0.15間）。潘興縣的人口是由77.69%白人、5.35%黑人、3.42%土著、0.63%亞洲人、0.22%太平洋岛民、9.38%其他種族和3.3%混血构成。而西班牙裔或拉丁美洲人佔了人口19.33%。
在1,962住户中，有38.4%擁有一個或以上的兒童（18歲以下）、57.2%為夫妻、7.3%為單親家庭、29.5%為非家庭、24.3%為獨居、8.6%住戶有同居長者。平均每戶有2.69人，而平均每個家庭則有3.22人。在6,693居民中，有25.7%為18歲以下、8.5%為18至24歲、36%為25至44歲、22.1%為45至64歲以及7.8%為65歲以上。人口的年齡中位數為34歲。此縣的男女比例非常懸殊，每100個女性就有158.8個男性。而每100個成年女性（18歲以上）就有182.1個成年男性。
潘興縣的住戶收入中位數為$40,670，而家庭收入中位數則為$46,268。男性的收入中位數為$34,417，而女性的收入中位數則為$24,301。潘興縣的人均收入為$16,589。約10.2%家庭和11.4%人口在貧窮線以下，包括14.2%兒童（18歲以下）及5.6%長者（65歲以上）。